# エルデンダライ・アロハン
エルデンダライ・アロハン（アロハン、イアロハン、イ・アロハン、エルデヌダライ・アロハンと表記する時もある。英：Arohan Erdendalai )は、内モンゴル出身、日本在住のドキュメンタリー映画監督、脚本家、詩人、写真家。

## 経歴
内モンゴル生まれ。1988年、中央民族大学大学院（専攻Comparative Literature）卒業。同年、国営内モンゴル映画制作所(内蒙古电影制片厂）に入社。映画脚本を担当。大学生時代から詩、散文、文学評論を文学誌、ラジオなどに発表し続ける。
1993年日本へ留学。東京大学大学院で文化人類学を学び、早稲田大学大学院で映画(研究テーマは黒澤明）を学ぶ、文学マスター学位を取得。卒業後日本を拠点に創作活動を続けている。
2002年より、テレビ東京『日経スペシャル ガイアの夜明け』で放送された中国の農村少女シリーズでは、中国河南省の農村から南の大都会に出稼ぎに行く、激動の時代を懸命に生きる一人の少女とその家族の暮らしを描いた作品が視聴者に感動を与え、評判となり、一家への取材は1２年間続いた。当シリーズは2005年「日本民間放送連盟 テレビ報道番組優秀賞」、2006年「ギャラクシー賞・奨励賞」などを受賞、2012年日本芸術祭に出品。

## 受賞歴
- 1991年 優秀映画評論賞受賞（内蒙古電影家協会、内蒙古電影発行放映公司、内蒙古電影製片厂 共催）
- 2004年 第21回ATP（全日本テレビ番組制作社連盟）賞 新人賞受賞[注釈 1]
- 2005年 愛・地球博より「地球を愛する世界の100人」の一人に選ばれる。

## 主な監督作品と受賞
- 「幻の鷹と生きる～中国 知られざる秘宝の村」（2002年NHK）
- 「桂林天下の絶景を行く 魅惑の大パノラマ」ハイビジョン生中継の「山河に生きる人々の暮らし」を担当（2002年NHK）
- 「中国の絶景 ～長白山 神秘の火山～」(2003年NHK）
- 「 学校に行きたい～中国黄土高原 少女の願い～」(語り；広瀬彩 第２１回ＡＴＰ優秀賞2003年NHK）
- 「大草原に生まれて ～モンゴル 少女アディアの願い～」（語り；広瀬彩 2004年NHK）
- 「チベット 夢の配達人 ～天上を行く巡回映画隊～」（2006年NHK）
- 「黄砂発生地帯 砂漠化との闘い ～中国・河西回廊の村～」（2006年NHK）
- 「もう一度家族と暮らしたい　砂漠化が迫るモンゴル草原 」（2007年NHK）
- 「青い鳥をさがして～北京・結婚しない一人っ子たち～」（2007年NHK）
- 空旅中国「玄奘の冒険」(語り；近藤正臣 ２０１９年 ＮＨＫ ＢＳ４Ｋ）
- 中国秘境 謎の民「木馬氷上を馳せる」（語り；満島真之介 2019年 ＮＨＫ ＢＳ４Ｋ）
- 空旅中国 「万里の長城」（語り；近藤正臣 2020年 ＮＨＫ ＢＳ４Ｋ）
- 空旅中国「茶馬古道」（語り；近藤正臣 2020年 ＮＨＫ ＢＳ４Ｋ）
- 空旅中国「冬の黄河」（語り；近藤正臣 2021年 ＮＨＫ ＢＳ４Ｋ）
- 中国秘境 謎の民「サラール ラクダが連れてきた人々」（語り；満島真之介 2024年 ＮＨＫ ＢＳ8Ｋ）

### ガイアの夜明け 中国出稼ぎ農村少女シリーズ
- 「感動密着！中国農村少女が世界の工場の担い手となる日」（2002年テレビ東京 ）
- 「熱烈歓迎！中国人ご一行様」（2003年テレビ東京）
- 「農村少女と昇龍の3年」（2005年テレビ東京）
- 「農村少女と中国の6年」（2008年テレビ東京）
- 「中国農村少女は今」（2009年テレビ東京）
- ガイアの夜明け10周年企画「中国とどう向きあうか？農村少女トヨタの10年」(2012年テレビ東京)

## 主な撮影担当作品
- 「青春歳月 魯迅」「青春歳月 梁啓超」「青春歳月 宋教仁」（ 2014 日中共同制作 中国で多数のチャンネルで放送）
- 「 Living Beyond Boundaries:International ties on environmental problems Mongolia & Borneo」(cinematography part of Mongolia,2014 NHK World)
- 「Mongolian Hip Hop」（cinematography & Director  2018 NHK World ）

## 詩作
- 叙情詩「心に実る 秋の果実」が詩集「青年詩人アンソロジー」（モンゴル語）に収録される。内モンゴル文化出版社1994年
- 詩集「星空のバラード」（モンゴル語;ODEDIN SHIVNEL 中国語；俄阿儒汗 星空之歌 ）を出版。内蒙古人民出版社 2013年

## 脚本
- 1991年、映画「遥かなるゲル」（モンゴル国と中国共同制作）脚本編集を担当
- 2012年、日中国交正常化40周年記念ドキュメンタリー作品「暖流」（5本シリーズ）で、製作委員会の依頼を受け日本語版の脚本を執筆完成

## 翻訳
- 映画「楢山節考」を日本語からモンゴル語に翻訳、「草原の銀幕」誌に発表1992年
- 映画「遥かなる わがゲル」（モンゴル国と中国国際共同制作 モンゴル語から中国語に翻訳）1992年
- 映画字幕翻訳「Iluu sartai zyn（閏年の夏）」（製作モンゴル国、モンゴル語から中国語に）1993年

## 出演 講演
- 国内上映事業 国際交流基金映画講座2004-3
「アジアに生きる子どもたち」上映会と国際シンポジウム ～テレビは何ができるか～」(2004年NHK）[注釈 2]
- 愛・地球博 市民パビリオン・対話劇場「国際理解教育」に出演（２００５年８月２３日）[注釈 3]
- 「BSプライムタイム BS20周年ベストセレクション」出演、「学校に行きたい～中国 黄土高原少女の願い～」の製作について(2009年NHK)
- 「中国内モンゴル自治区 民族文化をどう守るか」（BS11『INsideOUT』2010年）
- 講演：「ウラン採掘による被曝実態についてのルポ」（公益財団法人日本モンゴル協会主催 平成２７年１０月２４日）

## 学術論文
「作家HASBOと作家GUNGNATSAGについての考察」（中国語題：著 哈斯宝即貢納楚克

中国社会科学院の学術専門誌「民族文学研究」（1988年02号）に発表。

## 写真創作
- 写真展「モンゴルの踊る雲」開催（東京代々木 1996年）
- 写真展「振り向く瞬間」開催（東京代々木 1997年）
- 「ナショナル ジオグラフィック」日本語版 2000年9月号にモンゴルの写真とルポを発表
- 写真専門誌「風の旅人」44号にモンゴルの写真とエッセイ「MONGOL HUN」を発表。2011年
- モンゴルの肖像写真20点をグループ展に出展、YODOBASHI PHOTO GALLARY、2011年
- 都会のアスファルトの隙間に生え茂る草花をメタファ－的に撮影した作品「草の歌」（三十点）をグループ展に出展。YODOBASHI PHOTO GALLARY（東京）2013年
- ストリートフォト「イマージュの泉」を（30点）グループ展に出展、東京品川スクエア荏原フォートギャラリー、2014年
- 「写真のモンゴル ポートレートそして内なる世界へ」を東京都板橋区立グリーンホールで開催。日本モンゴル国交樹立45周年記念、日本モンゴル協会板橋部会主催 2017年